# Шортгорнская (порода коров)
Шортгорнская порода (англ. Shorthorn — короткорогий) — порода крупного рогатого скота мясо-молочного направления. Разводят в странах Европы, Северной и Южной Америки, Австралии.
Выведена в XVIII веке в Великобритании. Характеризуется большими размерами, грубым телосложением, которое потом улучшали голландским скотом. В Российскую империю скот был завезён в XIX веке. Шортгорнская порода использовалась при выведении Бестужевской, Курганской пород, Санта-гертруда в США, породы Бельгийская голубая   .

## Характеристика
Масть красная, белая. Животные крупные, скороспелые, с выразительным типом мясного телосложения, мясо нежноволокнистое, мраморное, высокого качества. Убойный выход 66—67 %. 
Молодняк годовалого возраста достигает 420 кг. Живая масса коров 600—750 кг, быков 850—1100 кг. 
Среднегодовые надои коров молочно-мясного типа 7000 кг молока жирностью 3,7—3,8 %, рекорд 18.889 кг за 305 дней лактации.

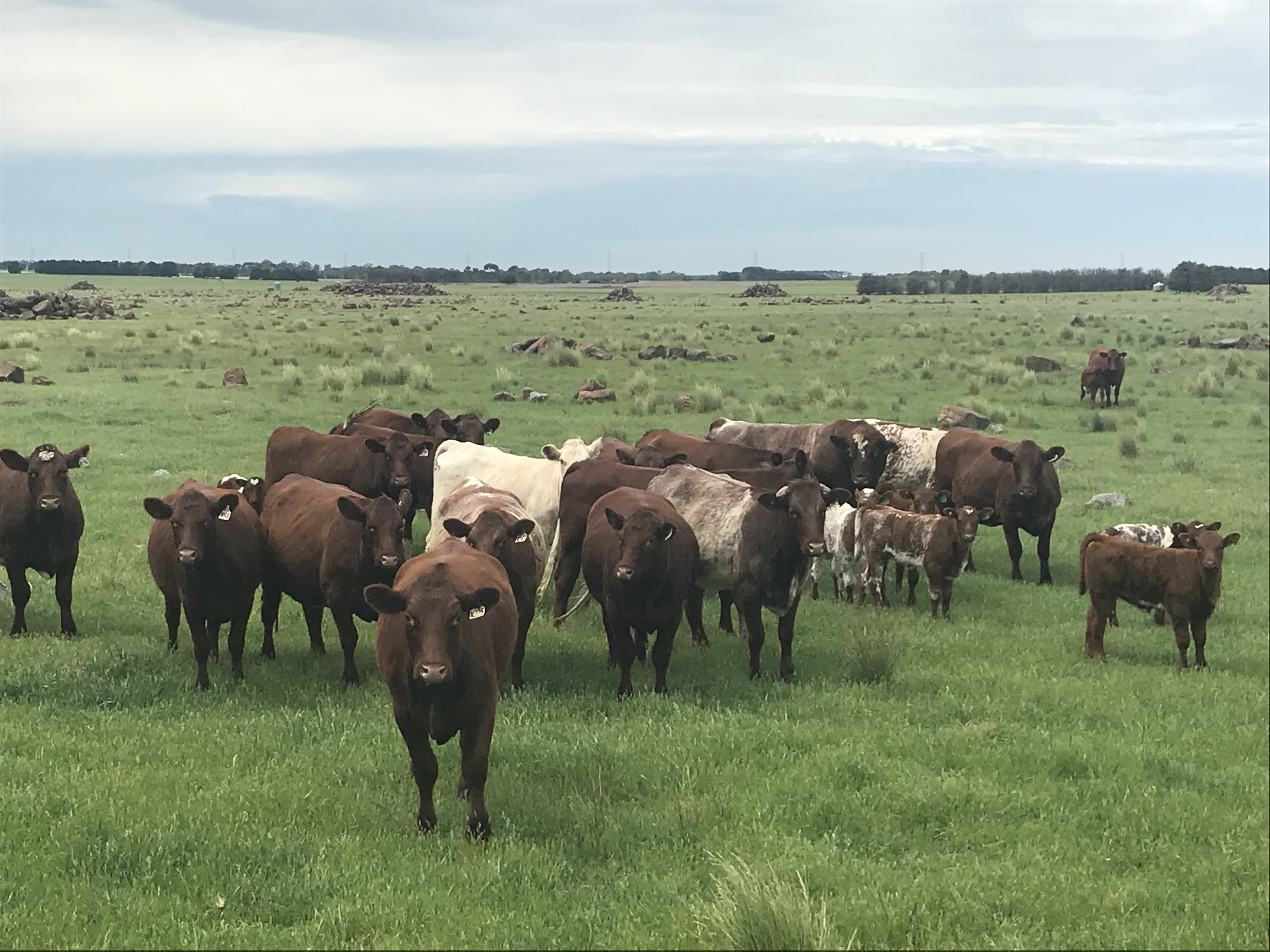

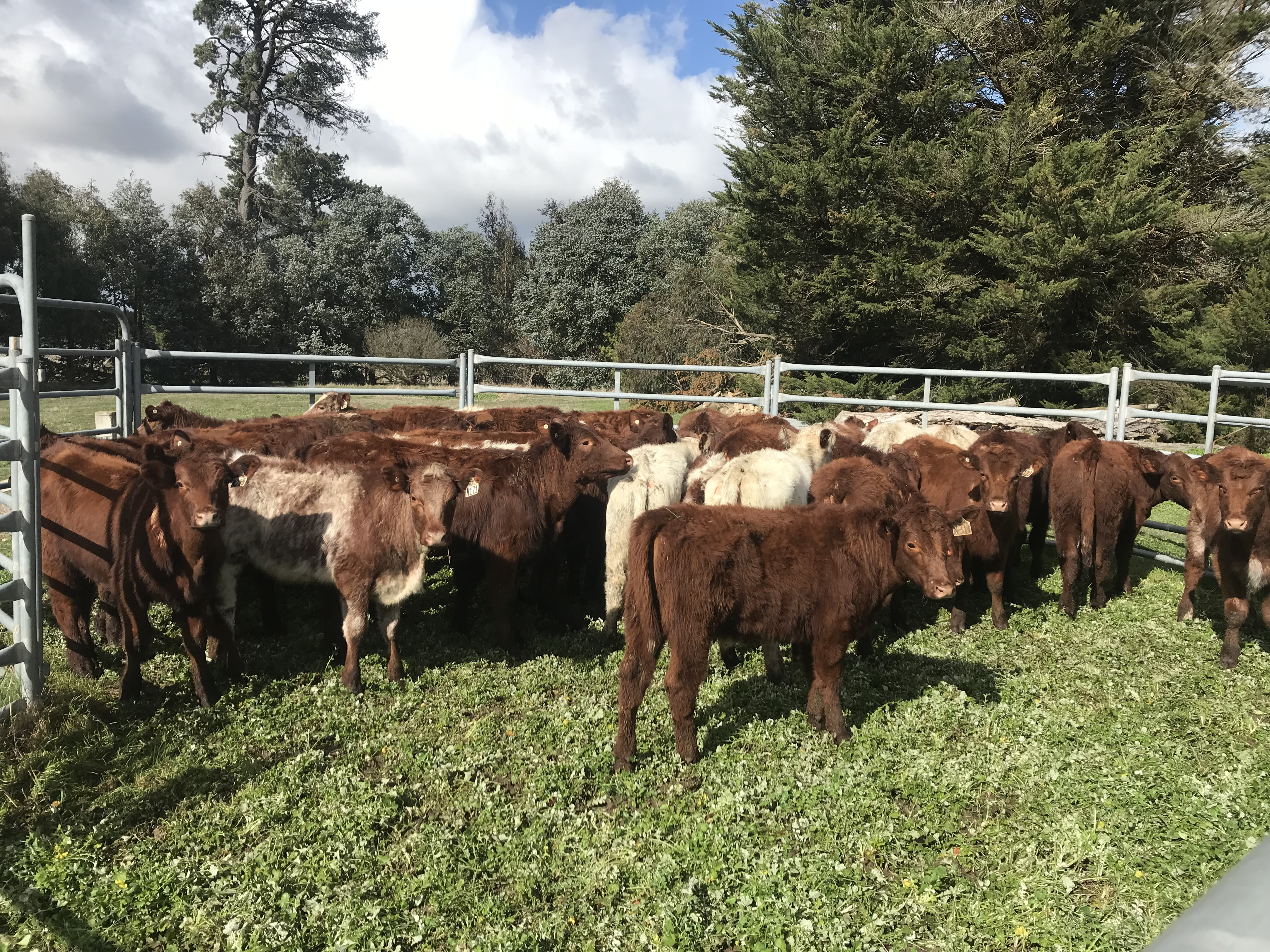

Шортгорнская порода не приспособлена для холодного климата. Несбалансированное питание, обеспечивающее интенсивный прирост мышечной массы, и дача кормов низкого качества не проявят известные качества породы, к тому же это отразится на здоровье животных. Этот вид КРС чаще подвержен заболеваниям.